# Валгмозеро
Валгмозеро (Валгомозеро) — пресноводное озеро на территории Шуньгского сельского поселения Медвежьегорского района Республики Карелии.

## Общие сведения
Площадь озера — 3,4 км². Располагается на высоте 41,0 метров над уровнем моря.
Котловина тектонического происхождения.
Форма озера лопастная, продолговатая: оно более чем на четыре километра вытянуто с северо-запада на юго-восток. Берега изрезанные, каменисто-песчаные, местами заболоченные.
В озеро впадают три ручья. Из юго-восточной оконечности озера вытекает безымянный водоток, впадающий в Путкозеро, откуда вытекает река Путка, впадающая в Повенецкий залив Онежского озера.
Ближе к северо-восточному берегу озера расположен один относительно крупный (по масштабам водоёма) остров без названия.
Рыба: щука, плотва, окунь, налим, ёрш.
К северу от Валгмозера располагаются деревни: Лахново, Коробейниково, Тимохово, Екимово, через которые проходит дорога местного значения 86К-142 («Медвежьегорск — Толвуя — Великая Губа»).
Код объекта в государственном водном реестре — 01040100611102000018633.